# Toțești
Toțești falu Romániában, Erdélyben, Fehér megyében. Közigazgatásilag Aranyosvágás községhez tartozik.

## Fekvése
Aranyosvágás közelében fekvő település.

## Története
K orábban Aranyosvágás része volt. 1956 körül vált külön 50 lakossal. 1966-ban 65, 1977-ben 62, 1992-ben 48, 2002-ben pedig 46 román lakosa volt.